# Randall B. Ripley
Randall Butler Ripley (* 24. Januar 1938 in Des Moines, Iowa; † 8. Oktober 2021 in Columbus, Ohio) war ein US-amerikanischer Politikwissenschaftler und Hochschullehrer.

## Leben und Wirken
Randall B. Ripley studierte Politikwissenschaft zunächst an der DePauw University in Indiana und legte dort 1959 die Bachelorprüfung ab. Sein Studium setzte er dann an der Harvard University fort, wo er 1961 den Magistergrad erwarb und 1963 zum Ph.D. promovierte. Schon während seines Studiums hatte er sich an der Durchführung von Lehrveranstaltungen beteiligt. Von 1963 bis 1967 war er Mitarbeiter am Brookings Institute in Washington, D.C sowie im Büro der Demokratischen Partei im House of Representatives. Während dieser Zeit wirkte er außerdem als Dozent an der Catholic University of America bzw. der American University. Im Jahre 1967 übernahm er dann zunächst eine außerordentliche Professur für Politikwissenschaft an der Ohio State University, seit 1969 einen Lehrstuhl. Zwar trat er 2005 in den Ruhestand, unterrichtete aber bis 2017 weiterhin als Emeritus. Mehrmals hatte er an seiner Universität das Amt des Dekans inne.
In der Zeit von 1969 bis 1991 hatte Ripley außerdem eine Gastprofessur an der University of Oklahoma inne. Er beriet verschiedene Institutionen vor allem im Bundesstaat Ohio. In seinen zahlreichen Veröffentlichungen beschäftigte er sich vor allem mit den beiden Häusern des U.S. Kongress und den dortigen politischen Prozessen. Einige seiner Veröffentlichungen standen in Zusammenarbeit mit seiner Frau Grace A. Franklin.

## Veröffentlichungen (Auswahl)
- The party whip organization in the United States House of Representatives. In: American political science review, Bd. 58 (1964), S. 561–576.
- Adams, Burke, and eighteenth-century convervatism. In: Political science quarterly, Bd. 80 (1965), S. 216–235.
- (mit Lewis Acrelius Froman, jr.): Conditions for party leadership. The case of the House democrats. In: American Political Science Review, Bd. 59 (1965), S. 52–63.
- (Hrsg.): Public policies and their politics. An introduction to the techniques of government control. Norton, New York 1966.
- (mit James W. Davies): The Bureau of the Budget and Executive Branch agencies. Notes on their interaction. In: The journal of politics, Bd. 29 (1967), S. 749–769.
- Party leaders in the House of Representatives. The Brookings Institution, Washington, D.C. 1967.
- Majority party leadership in Congress. Little, Brown, Boston 1969.
- Power in the post-World War II Senate. In: The journal of politics, Bd. 31 (1969), S. 465–492.
- Power in the Senate. St. Martin's Press, New York 1969.
- The politics of economic and human resource management. Bobbs-Merril, Indianapolis 1972.
- Party leaders in the House of Representatives. 3. Aufl. The Brookings Institution, Washington, D.C. 1972.
- Congressional party leaders and standing committees. In: The review of politics, Bd. 36 (1974), S. 394–409.
- (Hrsg.): Policy-making in the federal executive branch. The Free Press, New York 1975, ISBN 0-02-926490-1.
- Congress. Process and policy. 2. Aufl. Norton, New York 1978, ISBN 0-393-09004-3.
- (mit Grace A. Franklin): CETA. Politics and policy 1973–1982. University of Tennessee Press, Knoxville 1984, ISBN 0-87049-437-6.
- (mit Grace A. Franklin): Policy implementation and bureaucracy. 2. Aufl. Dorsey Press, Chicago 1986, ISBN 0-256-03393-5.
- Policy analysis in political science. Nelson-Hall, Chicago 1987, ISBN 0-8304-1058-9.
- Kongress und Einzelstaaten. Zentralisierter Interessenausgleich. In: Uwe Thaysen (Hrsg.): US-Kongreß und Deutscher Bundestag. Bestandsaufnahmen im Vergleich. Westdeutscher Verlag, Opladen 1988, S. 156–174.
- (mit Grace A. Franklin): Congress, the bureaucracy, and public policy. 5. Aufl. Brooks/Cole Pub., Pacific Grove, Ca. 1991, ISBN 0-534-14454-3.
- (Hrsg.): Congress resurgent. Foreign and defense policy at Capitol Hill. University of Michigan Press, Ann Arbor 1993, ISBN 0-472-09533-1.
- (Hrsg.): U.S. foreign policy after the Cold War. University of Pittsburgh Press, Pittsburgh, Pa. 1997, ISBN 0-8229-3981-9.